# 滝川杏奴
滝川 杏奴（たきがわ あんぬ、本名非公開）は日本の小説家、エッセイスト。

## 略歴
神奈川県横浜市生まれ。作家の早乙女勝元は叔父。早乙女朋子名義で子役として、フジテレビの連続ドラマ「ふしぎ犬トントン」準主役などを務める。
日本映画学校（現・日本映画大学）で脚本家・桂千穂に師事し、卒業後、にっかつ（現・日活）に入社。ロマンポルノ最後の宣伝ウーマンとなる。
退社後はフリーとして、伊丹十三作品などの製作宣伝を手掛ける。
早乙女朋子のペンネームで執筆した「バーバーの肖像」で、1995年に第8回小説すばる新人賞（集英社）を受賞。集英社から単行本「バーバーの肖像」「子役白書」を出版した。
2017年、官能小説誌「特選小説」（辰巳出版）に発表した「天使が濡れるまで」で官能作家デビュー。
日刊スポーツ新聞の連載小説「悦楽クリニック・凜子」（「悦楽クリニック！」に改題）は佐々木浩久監督によって映画化され、「劇場版・悦楽クリニック！　凛子の淫らな冒険」のタイトルで2019年８月に「OP PICTURES＋フェス2019」（テアトル新宿）で上映された。
2018年12月、早稲田大演劇博物館の公開研究会「プレスシートから読み解く日活ロマンポルノ」で講師を務めた。2019年11月には文教大の公開研究会「サブカルチャーとしての日本映画〜すべてはエロスから始まった」で講師を務めた。
ピンク映画ベストテン2019桃熊賞の審査員、同2020桃熊賞の審査員を務めた。、
2020年10月、官能作家としての初の書き下ろし作品「ふたつの月に濡れる」（ジーウォーク・紅文庫）を出版。同作は佐々木浩久脚本監督で映画化され、「OP PICTURES＋フェス2024」上映作品に選出された。
2022年３月、「終わりなき夜に濡れる」（ジーウォーク）を出版。
日本文芸家クラブ会員。

## 主な作品
- 『バーバーの肖像』集英社、1996年。ISBN 408774177X。
- 『チェリーブロッサム』小説すばる、1996年。
- 『子役白書』集英社、1997年。ISBN 4087752208。
- 『骨の恋』小説すばる、1998年。
- 『マニキュア液を点して…』小説すばる、1999年。
- 『祭りの迷い子』小説すばる、2000年。
- 『天使が濡れるまで』特選小説、2017年。
- 『純情探偵物語』特選小説、2018年。
- 『純情探偵物語〜大阪の売春組織を打ち破れ〜』特選小説、2018年。
- 『最終バスの女』特選小説、2019年。
- 『悦楽クリニック！』Aubebooks（電子書籍）、2019年。
- 『純情探偵物語〜天才盗撮犯を追え〜』特選小説、2019年。
- 『純情探偵物語〜謎の千手観音〜』特選小説、2020年。
- 『ふたつの月に濡れる』ジーウォーク・紅文庫、2020年。ISBN 978-4-86717-098-4。
- 『マイ・チアガール』特選小説、2020年。
- 『純情探偵物語～さらば愛しの相棒～』特選小説、2021年。
- 『終わりなき夜に濡れる』ジーウォーク、2022年。ISBN 978-4-86717-398-5。
- 『純情探偵物語～黒い巨塔に潜入せよ～』特選小説、2022年。
- 『純情探偵物語～魔女の宴～』特選小説、2023年。

## 主な連載
- 「雌しべの眺め」（日刊スポーツ、2018年）
- 「ロマンポルノに恋して」（同、2018年）
- 「悦楽クリニック・凜子」（同、2019年）

## 主な映像化作品
- 「劇場版・悦楽クリニック！　凛子の淫らな冒険」（佐々木浩久監督、2019年公開）
- 「ふたつの月に濡れる」（佐々木浩久監督、2024年公開）

## 主な出演作品

### 映画
- 「転校生」（松竹）女性徒Ａ役
- 「シンデレラエクスタシー　黒い瞳の誘惑」（にっかつ）テレビリポーター役
- 「マルタイの女」（東宝）ミドリちゃん役

### ドラマ
- 「円盤戦争バンキッド」（日本テレビ）逃げ惑う子供役
- 「５年３組魔法組」（テレビ朝日）生徒役
- 「超神ビビューン」（テレビ朝日）妖怪フデマに襲われる子供役
- 「明るいなかま」（ＮＨＫ教育）泉役　レギュラー
- 「破れ新九郎」（テレビ朝日）さらわれて吉原に売られる少女役
- 「大江戸捜査網」（テレビ東京）加藤嘉の娘役
- 「ふしぎ犬トントン」（フジテレビ）準主役・五十嵐リサ役　レギュラー
- 「漂流家族」（フジテレビ）白川和子の娘・望月かおる役　レギュラー
- 「逆転あばれはっちゃく」（テレビ朝日）ゲスト主役・弥生役

### 舞台
- 「女の戦い」（東京宝塚劇場・芸術座、中村玉緒主演、小幡欣治演出）女学生役

### ＣＭナレーション
- 資生堂シャワーコロン
- カルピスソーダ
- 森永チョコベー